# Brokopondostuwmeer

Kaart van Suriname Rivier met de W.J. Van Blommensteinmeer

Het Brokopondostuwmeer (officieel het Prof. dr. ir. W.J. van Blommesteinmeer genoemd) is een stuwmeer in Suriname gelegen in het district Brokopondo.
Het stuwmeer heeft een oppervlakte van 135.000 hectare, wat ongeveer even groot is als de Nederlandse provincie Utrecht. Het meer is ontstaan door de bouw van de Afobakadam, een stuwdam in de Surinamerivier.
Het meer is groot maar ondiep. Het is nergens dieper dan veertig meter. Toen de dam aangelegd werd, is het gebied dat onder water zou lopen niet kaalgekapt. Daardoor steken er stammen van bomen boven het water uit en is visvangst met netten onmogelijk. Voor een deel waren de bomen walaba's (bijlhout) dat zelfs na tientallen jaren in het water staan niet rot.
De waterhyacint groeide zo hard op het meer dat hij de energieopwekking dreigde te hinderen. Hij werd met chemische middelen bestreden. Ook is de visstand verminderd, maar de piranha's doen het er goed. Er is mogelijk een verband met de drijfplanten. Van een Braziliaanse soort piranha Serrasalmus spilopleura is bekend dat zijn broed zich graag verborgen houdt tussen drijvende waterhyacintplanten. Pireng, zoals ze plaatselijk genoemd worden, staan overigens wel op het menu van de bevolking. Bij een enquete over de kennis aangaande het gebruik van kwik in de goudwinning bleek meer dan de helft van de ondervraagden pireng te eten.
Vanaf het meer is de top van de heuvel Brownsberg te zien. De Brownsberg maakt deel uit van de Brokolonko-formatie. Het Brownsberg Natuurpark is ruim 12.200 hectare groot en is ontsloten voor bezoekers.

## Afobakadam

### Aanleiding
Tot het uitvoeren van dit project is in de jaren vijftig van de twintigste eeuw besloten. In 1915 werd bauxiet in Suriname ontdekt (zie Suralco), onder andere in het district Marowijne bij Moengo, maar ook elders. Om bauxiet te verwerken tot aluminium is veel elektriciteit nodig. Deze zou kunnen worden opgewekt met waterkracht. Daartoe ontwierp W.J. van Blommestein een stuwdam van 54 meter hoog in de Surinamerivier. De stuwdam zou aanvankelijk bij Brokopondo worden gebouwd, maar het enkele kilometers stroomopwaarts gelegen Afobaka bleek meer geschikt. De stuwdam heet dan ook Afobakadam. Bauxiet heeft een grote rol gespeeld bij de oorlogsindustrie van de Tweede Wereldoorlog. In 1948 werd ook in het Nassaugebergte bauxiet ontdekt.
In 1958 sloten de Surinaamse regering en Alcoa de Brokopondo-overeenkomst. Deze gaf Alcoa recht op goedkope elektriciteit en een concessie van 75 jaar voor het delven van bauxiet in ruil voor het bouwen van onder meer de stuwdam en de waterkrachtcentrale.

### Voorbereidingen
In verband met het ontstaan van het meer moesten ongeveer vijfduizend marrons, waaronder ongeveer 2000 uit Ganzee, verhuizen. Voor hen werden transmigratiedorpen ingericht, maar de huizen waren erg klein en de toegezegde schadevergoeding was ca. 6 gulden per persoon. De uitbetaling werd ter plekke in de nieuwe dorpen gedaan. Naast vast personeel waren ook tijdelijke krachten ingehuurd om het proces in goede banen te leiden. Een van de ambtenaren die bij de herhuisvesting was betrokken was de latere legerleider Desi Bouterse. De dieren in het gebied werden zo veel mogelijk gered (Operatie Gwamba). De Lawaspoorweg, die tot het station Kabel aan de rivier de Suriname liep, werd ingekort tot Brownsweg.

### Bouw
Met de bouw van de hoofdstuwdam werd begonnen in 1960. Hij werd 1,3 km lang. Er moesten ook 14 hulpdammen gebouwd worden om te verhinderen dat het water wegliep. Op 6 februari 1964 werd de hoofddam gesloten en enkele maanden later was het meer vol genoeg en kon met het door waterkracht opwekken van elektriciteit worden begonnen. De volledige vulling van het meer duurde tot medio 1968 door extreem lage regenval gedurende de eerste twee jaren. De turbines hebben een elektrisch vermogen van 189 MW.

## Inzet
De elektriciteit werd gebruikt in de aluminiumsmelter van Suralco te Paranam. Sinds de sluiting van de smelter in 1999 wordt het grootste deel van de elektrische energie in Paramaribo verbruikt. Op 31 december 2019 heeft Alcoa het eigendom van de waterkrachtcentrale overgedragen aan de overheid. Vervolgens is de Staatsolie Maatschappij Suriname verantwoordelijk geworden voor het beheer van de dam. De capaciteitsbenutting van de centrale is zo'n 55% mede door onvoldoende wateraanvoer. Door de uitvoering van het OpoJai project wil Staatsolie de watertoevoer verbeteren. Door het water van de Tapanahony om te leiden naar het stuwmeer is de verwachting dat de capaciteitsbenutting zal toenemen tot 88%.

## Groene energie
Suriname heeft (in 2012) voornamelijk door dit stuwmeer de laagste afhankelijkheid van fossiele brandstoffen in het Caraïbische gebied. 95% van de elektriciteit van het land wordt door hydroëlektrische opwekking gedekt. Dat komt overeen met 26% van de totale energiebehoefte van het land. In 2020 brachten de Vrije Universiteit Brussel, de KU Leuven en de N.V. EnergieBedrijven Suriname (NVEBS) in kaart hoe de dam verder ingezet kan worden voor klimaatvriendelijke energieopwekking. Er werd met name gekeken naar de mogelijke ondersteuning door het stuwmeer van windstroomopwekking langs de kust. De combinatie ziet er aantrekkelijk uit. De heersende passaatwinden aan de kust kunnen vooral in de droge tijd energie leveren terwijl de dam juist in de regentijd volloopt.

## Het hout
Omdat het bos dat er oorspronkelijk stond nooit gerooid is, bevat het meer een schat aan hardhout van gewilde houtsoorten zoals walaba en groenhart. Het hout hoeft vaak niet chemisch behandeld te worden tegen insecten omdat zij dood zijn doordat het hout zolang onder water gelegen heeft. In 2000 schatte men dat de opbrengst zo'n 1,5 miljard euro kon bedragen.

## Visstand
De visstand heeft door de sluiting van de dam en het opvullen van het meer grote veranderingen ondergaan. Er is sprake van een grote achteruitgang in de verscheidenheid aan soorten. Vóór de sluiting kwamen er zo'n 172 soorten vis in de Surinamerivier voor en in een studie in de jaren 2002-2005 werden er slechts 41 soorten aangetroffen. Om de diversiteit aan vis in het meer weer te verhogen is er door F. van der Lugt van de Anton de Kom universiteit gesuggereerd om de haalbaarheid van een geschikt vispassageluik nabij de stuwdam te onderzoeken.
Het meer kan in vier verschillende leefgebieden worden onderverdeeld: het open water, de oever, de baai en het strand. Een gebied dat in trek is om te sportvissen, is Mamadam.

### Open water
Hoewel het open water het merendeel van het meer uitmaakt komt er slechts een tiental soorten vis voor. Het betreft voornamelijk Characidae, zoals Acestrorhynchus falcatus en A. microlepis, Bryconops melanurus, een soort Curimatidae: Curimata cyprinoides, twee soorten Hemiodontidae: Hemiodus argenteus en H. unimaculatus, een soort Prochilodontidae: Prochilodus rubrotaeniatus, twee soorten echte piranhas Serrasalmidae: Myloplus rubripinnis en de zwarte piranha Serrasalmus rhombeus, een soort Cichlidae: de pauwoogbaars Cichla ocellaris

### De oever
Het oevergebied van het meer kent zo'n 27 vissoorten
1. Anostomidae: Leporinus fasciatus, L. friderici
2. Characidae: Bryconops melanurus, Hemigrammus boesemani, Jupiaba polylepis, Moenkhausia grandisquamis, Poptella brevispina, Roeboides thurni
3. Erythrinidae: Hoplias malabaricus
4. Hemiodontidae: Bivibranchia simulata, Hemiodus argenteus, H. unimaculatus
5. Serrasalmidae: Serrasalmus rhombeus
6. Sternopygidae: Sternopygus macrurus
7. Doradidae: Platydoras costatus
8. Heptapteridae: Rhamdia quelen
9. Loricariidae: Hypostomus surinamensis, Loricariichthys maculatus
10. Cichlidae: Cichla ocellaris, Cichlasoma bimaculatum, Crenicichla multispinosa, C. saxatilis, Geophagus surinamensis, Guianacara owroewefi, Krobia guianensis
11. Potamotrygonidae: Potamotrygon orbignyi

### De baaien
In de baaizone komen daar nog bij Schizodon fasciatus, Brycon falcatus, Charax gibbosus, Cynodon meionactis en Plagioscion squamosissimus.

## Vervuiling met kwik

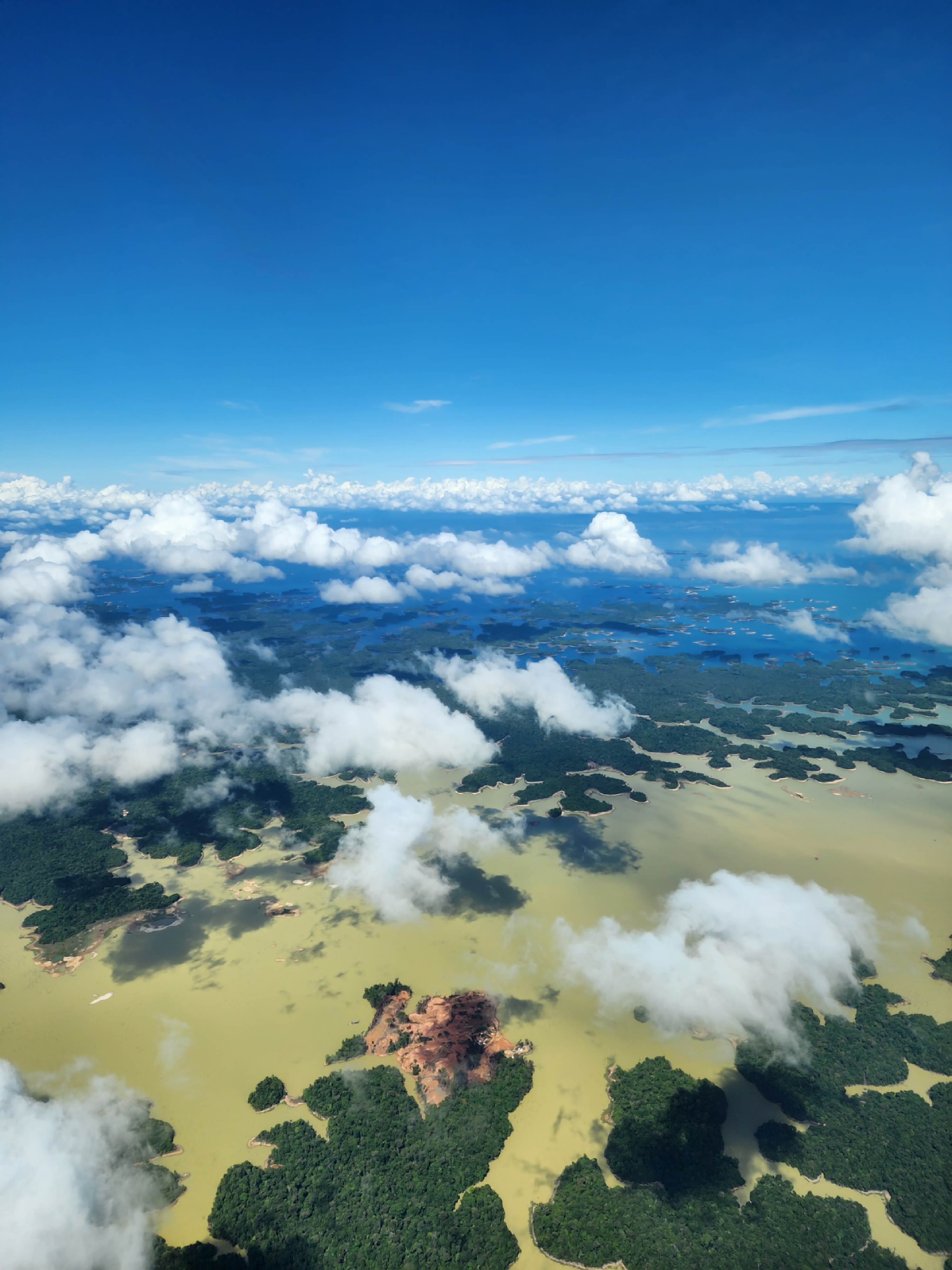
Goudwinning in het meer, 2023

De goudwinning in Suriname laat ook het stuwmeer niet onberoerd.
In 2020 heeft de Surinaamse overheid nog steeds niet volledig grip op de vaak illegale activiteiten van de goudgravers. Het leidt soms tot wilde moordpartijen door Braziliaanse bendes. Ondanks verzekeringen in 2015 dat "het tijdperk van de skalians op het stuwmeer ten einde is", worden ze er nog steeds op het meer aangetroffen.
In 2010 was er al een onderzoek naar het voorkomen van kwik in de vis van het meer. Toen werd aangetoond dat visetende soorten die bovenaan de voedselketen staan zoals Serrasalmus rhombeus, Plagoscion sp. en Acestrorhynchus guianensis (sic) boven de EU-norm voor consumptie door de mens uitkwamen. Ook de omnivoren zoals Leporinus sp. zaten erboven. Planteneters zoals Myleus rubripinnus (sic) was beneden de norm en dat gold ook voor de toekoenari Cichla ocellaris.

## Afbeeldingen

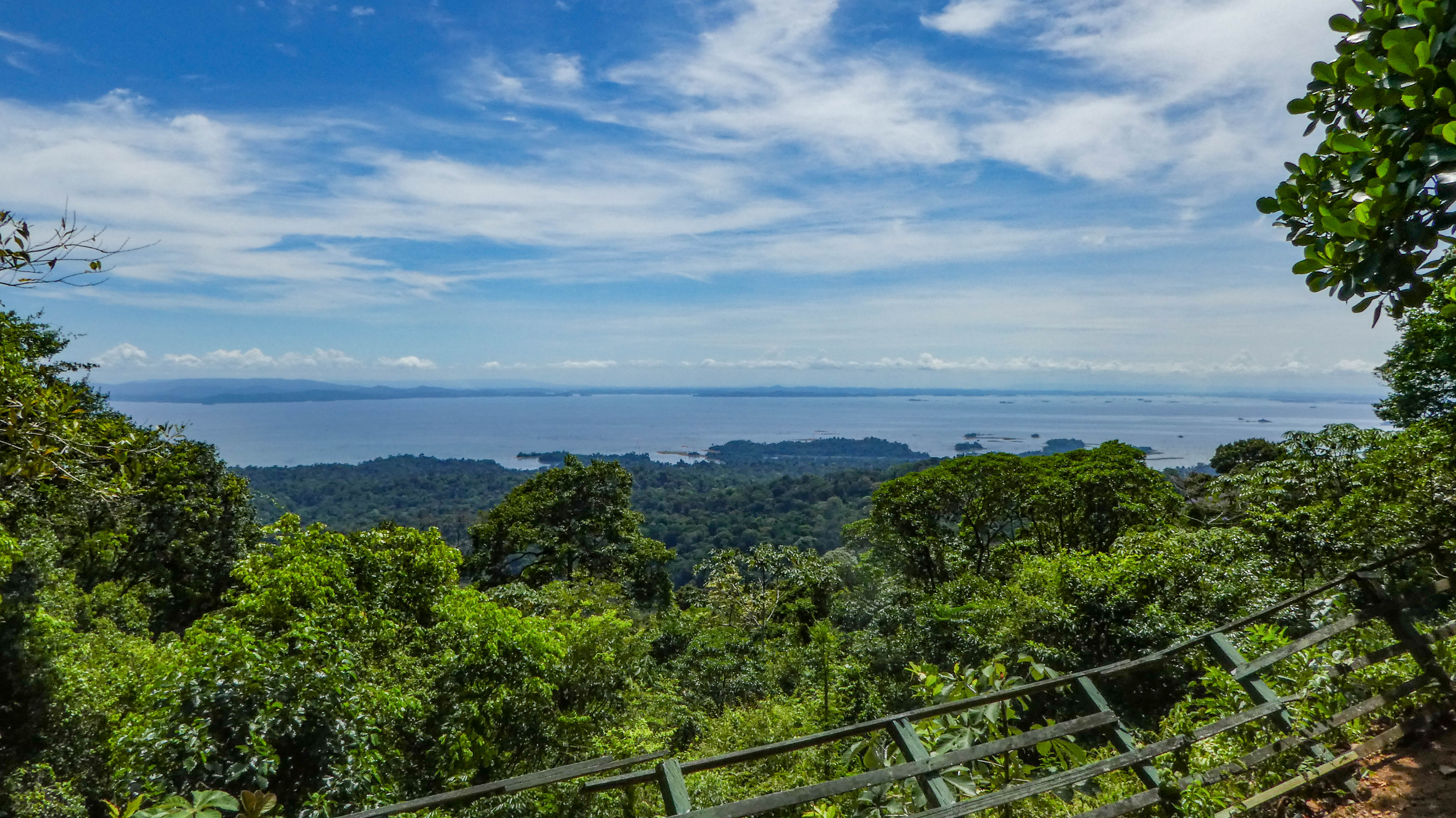
Het stuwmeer
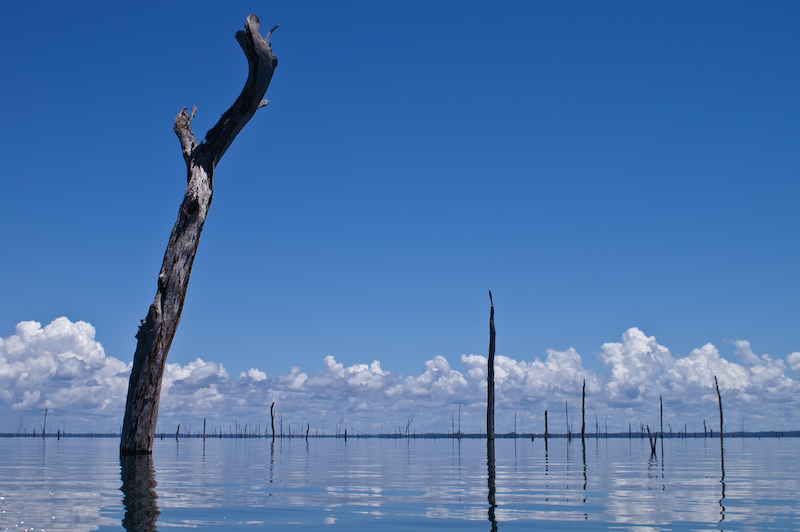
Verdronken bomen
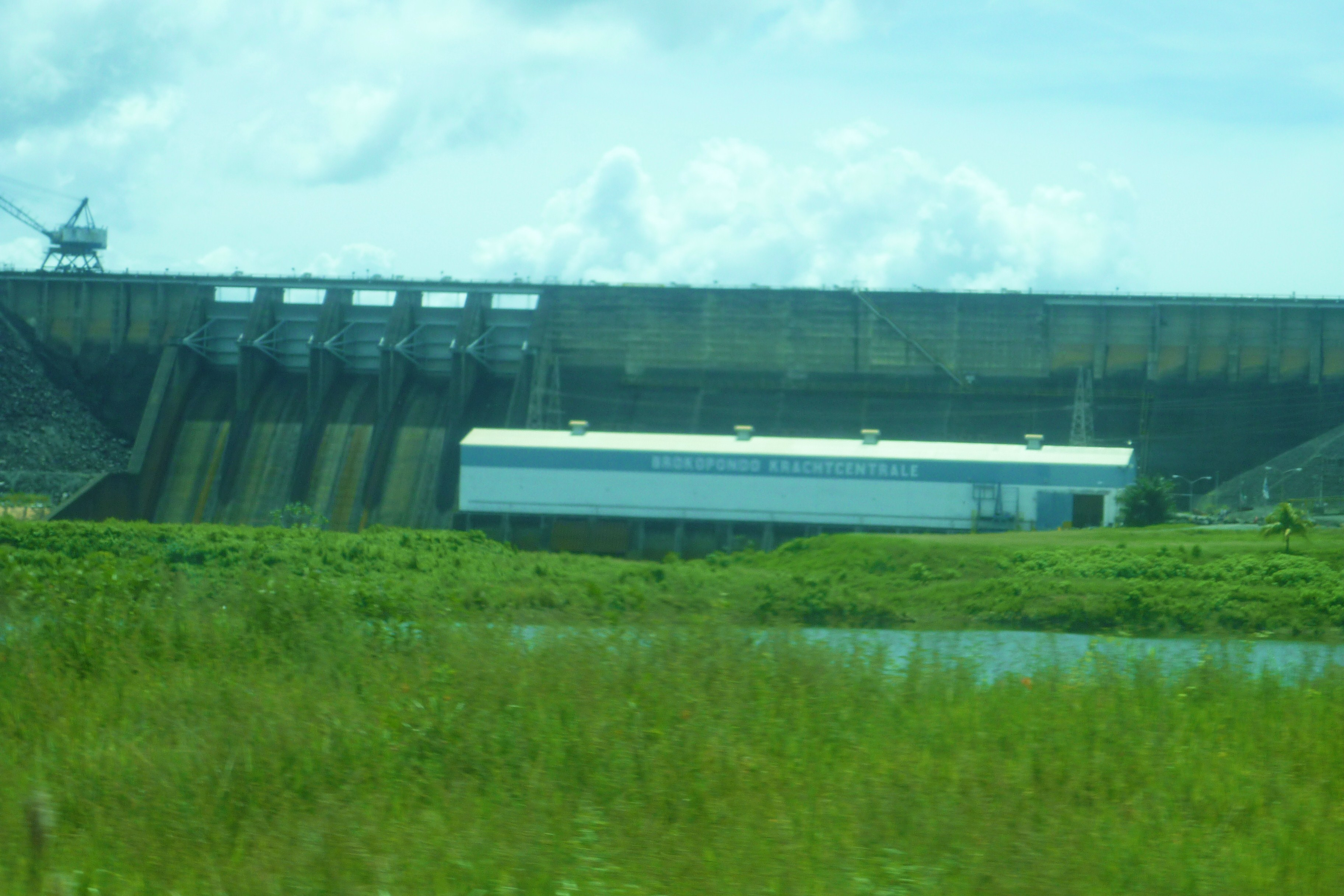
Krachtcentrale
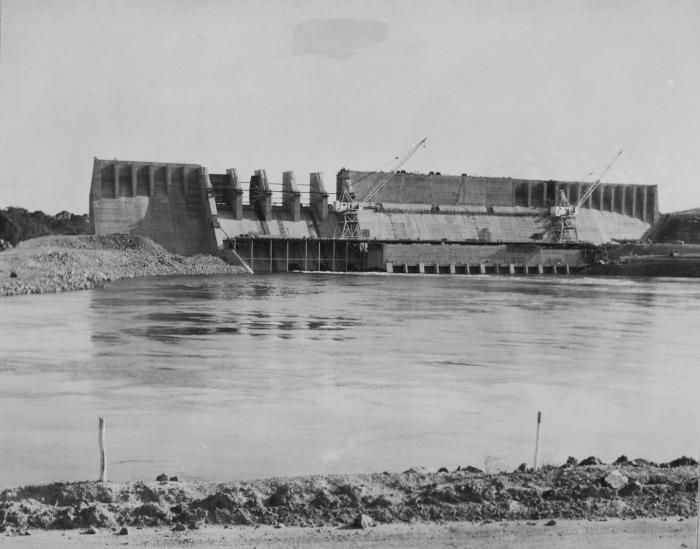
Stuwdam in aanbouw (1963)
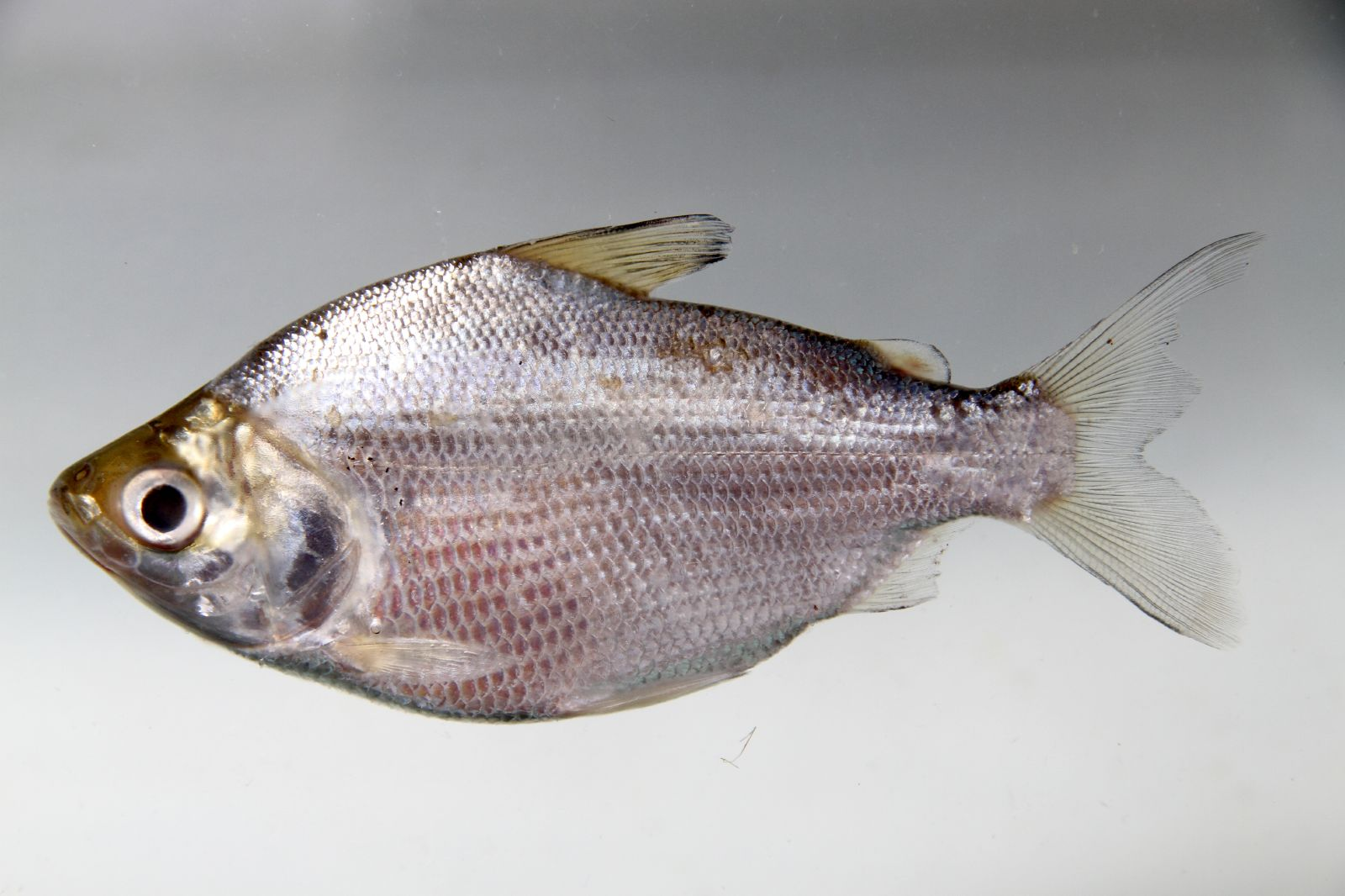
Curimata cyprinoides
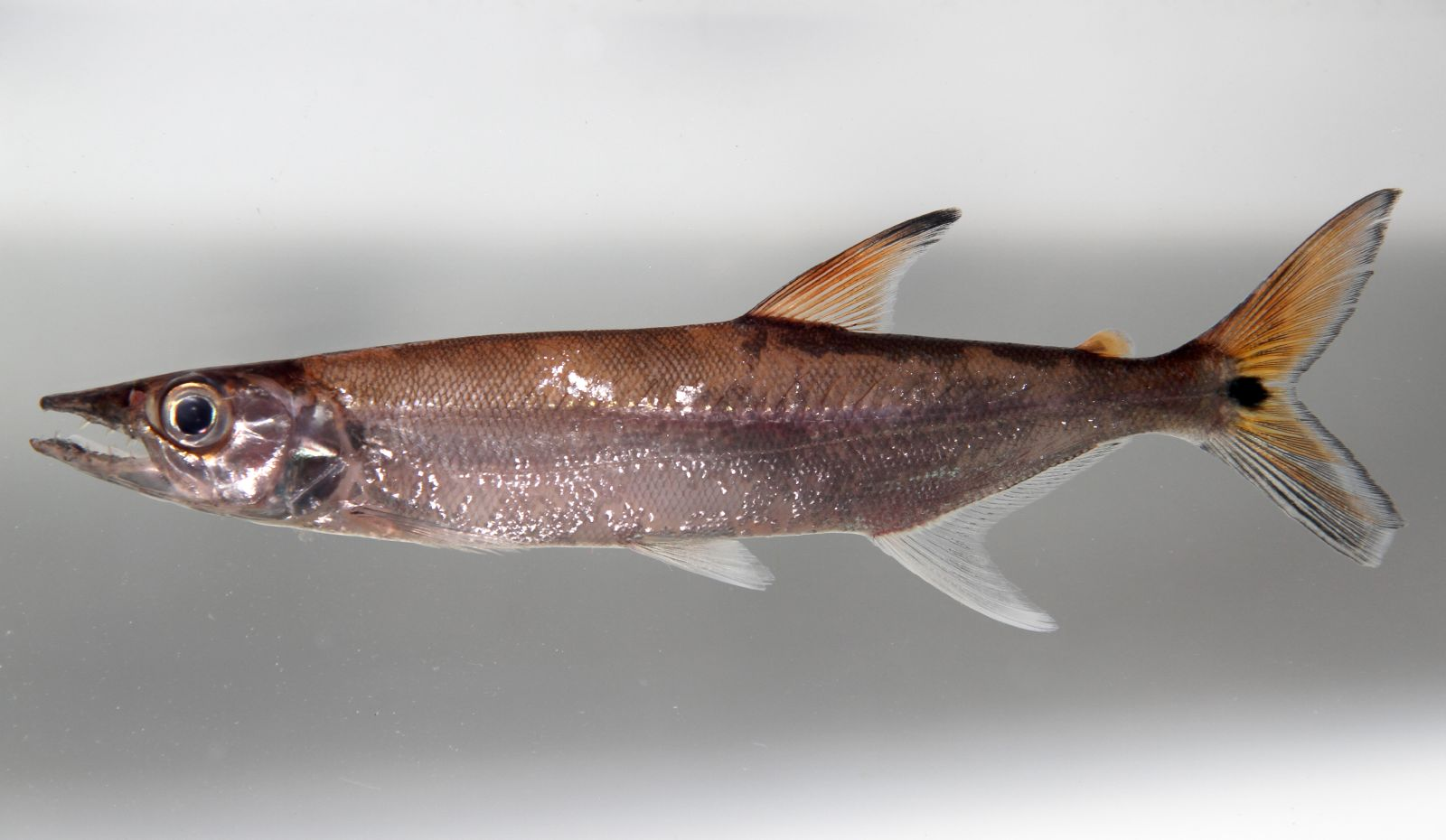
Acestrorhynchus microlepis

## Bewegende beelden aanleg dam
- Start Brokopondoplan in 1959
- Voortgangsverslag uit 1962
- Sluiting van de dam in 1964